# 1914
1914 (MCMXIV) fue un año común comenzado en jueves según el calendario gregoriano.
En este año inició la Primera Guerra Mundial, el segundo conflicto más sangriento y destructivo de la historia humana hasta aquel momento (siendo solo superado por las Guerras Ming-Qing de 1618–1644 en China). La llamada "Gran Guerra" se convertirá en la más importante de la historia moderna, definiendo de forma decisiva el rumbo del siglo XX y siendo el origen de eventos aún relevantes para el siglo XXI, entre ellos: la Revolución rusa (y formación de la URSS), el Acuerdo Sykes-Picot en Medio Oriente, la creación de Yugoslavia en los Balcanes, entre otros. También en este año se inauguró la primera aerolínea en brindar servicios comerciales regulares de pasajeros con aeronaves más pesadas que el aire, con St. Petersburg-Tampa Airboat Line.

## Acontecimientos

### Enero
- 1 de enero: en Estados Unidos entra en servicio la primera aerolínea regular del mundo (Aerolínea St. Petersburg-Tampa Airboat), entre las ciudades de San Petersburgo y Tampa (ambas en el estado de Florida).
- 2 de enero: en Madrid (España), el rey Alfonso XIII disuelve el Congreso.
- 5 de enero: en Estados Unidos, la Ford Motor Company anuncia el horario de ocho horas laborales y el salario mínimo de 5 dólares diarios a cada trabajador.
- 6 de enero: se funda la empresa Merrill Lynch.
- 6 de enero: Henry Ford reduce a hora y media el tiempo de montaje del automóvil modelo T e instaura la jornada de 8 horas en sus fábricas.
- 7 de enero: el primer vapor atraviesa el canal de Panamá.
- 8 de enero: el Middlesex Hospital de Londres utiliza el radio para tratar el cáncer.
- 10 de enero: Yuan Shikai disuelve el parlamento chino.
- 13 de enero: México suspende pagos de su deuda externa.
- 17 de enero: las comisiones internacionales terminan la delimitación de la frontera entre Bolivia y Perú.
- 25 de enero: se descubre el asteroide (780) Armenia.

### Febrero
- 2 de febrero: en la África Oriental Alemana, los alemanes inauguran la línea ferroviaria de 1250 km que une el lago Tanganika con la capital, Dar Es Salaam.
- 2 de febrero: en Estados Unidos, Charles Chaplin hace su debut en el cine mudo con el corto Making a Living.
- 4 de febrero: en Washington (Estados Unidos), el presidente Woodrow Wilson concede absoluta libertad para la exportación de armas y municiones hacia México con el fin de terminar con la Revolución mexicana.
- 4 de febrero: en Lima (Perú), el coronel Óscar Benavides encabeza un levantamiento que derroca el presidente constitucional Guillermo Billinghurst y luego lo deporta rumbo a Iquique (Chile).
- 10 de febrero: en la costa pacífica del Ecuador, las fuerzas del Gobierno se apoderan del pueblo de Esmeraldas, que se había unido a la sublevación a favor del coronel Concha.
- 13 de febrero: en Washington (Estados Unidos), el presidente Woodrow Wilson reconoce al nuevo dictador del Perú, el general Óscar Benavides, quien solo una semana antes (el 4 de febrero) había perpetrado un golpe de Estado contra el presidente constitucional Guillermo Billinghurst, quien había manifestado abiertamente su negativa a obedecer a los mandatos de Estados Unidos.
- 13 de febrero: en la ciudad de Nueva York se crea la Sociedad Estadounidense de Compositores, Autores y Editores para proteger las composiciones musicales protegidas por derechos de autor de sus miembros.
- 15 de febrero: las sufragistas británicas rompen los cristales de la ventana del Ministerio del Interior y prenden fuego al aristocrático pabellón del Lawn Tennis Club.
- 18 de febrero: en el estado de Nevada se registra un terremoto de 6.0 grados en la escala sismológica de Richter.
- 21 de febrero: en China, partidas de bandoleros saquean la ciudad de Linchuan y asesinan a más de mil personas.
- 23 de febrero: el Consejo de Königsberg (Alemania) acuerda que los restos del filósofo Emmanuel Kant sean enterrados en un mausoleo de la catedral de esta ciudad.
- 23 de febrero: en Montecarlo (Mónaco) se estrena la ópera Cleopatra, de Jules Massenet.

### Marzo
- 1 de marzo: la República de China entra en la Unión Postal Universal.
- 7 de marzo: en Albania el príncipe Guillermo de Wied entra a Durrës para comenzar su reinado bajo el nombre de Vidi I.
- 8 de marzo: elecciones generales en España; se eligen 408 escaños para el Congreso de los Diputados.
- 15 de marzo: en Japón un fuerte terremoto de 7,0 deja 94 muertos y 324 heridos provocando licuefacción el suelo.
- 18 de marzo: en la escuela Casa de los Torreones, en la ciudad de Bogotá (Colombia) se funda el Gimnasio Moderno.

### Abril
- 6 de abril: firma del Tratado Thomson-Urrutia.
- 7 de abril: en Rusia, el Ministerio de Marina ordena a los astilleros de todo el país que no realicen más encargos para Alemania.
- 19 al 25 de abril: en Palma de Mallorca se celebra el primer Congreso de Pediatría español.
- 21 de abril: en México, el ejército y la marina de Estados Unidos ocupan el puerto de Veracruz (Ocupación estadounidense de Veracruz de 1914).
- 24 de abril: en el estado de Nevada se registra un segundo terremoto de 6,4 grados de la escala sismológica de Richter.

### Mayo
- 4 de mayo: en México, Álvaro Obregón inicia un bloqueo en Mazatlán, que duraría dos meses.
- 4 de mayo: Charles Chaplin debuta como director con el filme Caught in the rain (Charlot y la sonámbula).
- 29 de mayo: el barco Empress of Ireland es embestido por el buque carbonero SS Storstad. Mueren 1015 personas

### Junio
- 23 de junio: en la ciudad de Zacatecas (México), las fuerzas revolucionarias del general Pancho Villa, derrotan al ejército federal del general Victoriano Huerta.
- 28 de junio: en Sarajevo, el nacionalista serbio Gavrilo Princip asesina al archiduque Francisco Fernando (heredero al trono austrohúngaro) y a su esposa, Sofía Chotek (Atentado de Sarajevo). Este crimen desatará la Primera Guerra Mundial (1914-1918). Inicia la Crisis de julio.

### Julio
- 15 de julio: en México, Francisco S. Carvajal asume la presidencia de ese país.
- 25 de julio: en Estados Unidos, la cadena WNBC transmite el primer «comercial».
- 28 de julio: inicia la Primera Guerra Mundial con la declaración de guerra de Austria-Hungría contra Serbia.
  - Para la cronología completa de la Gran Guerra, véase Anexo:Cronología de la Primera Guerra Mundial.
- 31 de julio: en Mene Grande (Venezuela) la empresa Caribbean Petroleum Company, subsidiaria del grupo angloneerlandés Royal Dutch Shell, culmina con éxito la perforación del pozo Zumaque I. Es el primer pozo petrolero comercial de Venezuela.

### Agosto
- 1 de agosto: Alemania le declara la guerra a Rusia.
- 3 de agosto: Alemania le declara la guerra a Francia.
- 4 de agosto: Alemania invade Bélgica. En respuesta, Reino Unido le declara la guerra a Alemania.
- 5 de agosto: el Imperio austrohúngaro le declara la guerra a Rusia.
- 7 de agosto: en Colombia, José Vicente Concha asume la presidencia.
- 9 de agosto: tras la muerte de Roque Sáenz Peña, Victorino de la Plaza asume la presidencia de Argentina.
- 13 de agosto: en el Estado de México (México) se firman los Tratados de Teoloyucan.
- 14 de agosto: en México, Venustiano Carranza asume la presidencia de facto como su 41.º presidente. Gobernará hasta 1920.
- 15 de agosto: en Panamá se abre al tráfico el canal de Panamá con la primera travesía de un barco de línea comercial, el vapor estadounidense de pasajeros y carga, Ancón.
- 20 de agosto: en Roma, muere el papa Pío X a los 79 años.
- 23 de agosto: Japón le declara la guerra a Alemania.
- 31 de agosto: en Roma comienza el cónclave para elegir un nuevo pontífice tras la muerte del papa Pío X. Terminará el 6 de septiembre.

### Septiembre
- 1 de septiembre: en el jardín botánico y zoo de Cincinnati (Estados Unidos) muere por vejez la última paloma migratoria conocida, una hembra llamada Martha.
- 3 de septiembre: el príncipe Vidi I de Albania abandona el país.
- 5 de septiembre: empieza la batalla de Marne en la que Francia repele la ofensiva alemana y define el fracaso del plan Schlieffen.
- 6 de septiembre: en Roma, el cardenal Della Chiesa es elegido papa con el nombre de Benedicto XV.
- 12 de septiembre: termina la batalla de Marne
- 15 de septiembre: se funda la primera Preparatoria de Jalisco de la Universidad de Guadalajara fundado por Manuel M. Diéguez.[1]

### Octubre
- 4 de octubre: en la provincia turca de Burdur se registra un terremoto de 7,0 que destruye más de 17.000 viviendas y deja más de 2.300 fallecidos.
- 7 de octubre: un terremoto de 6,6 sacude Nueva Zelanda dejando un muerto y gran cantidad de daños.
- 18 de octubre: en Vallendar (Alemania) José Kentenich funda el Movimiento apostólico de Schönstatt.
- 31 de octubre: los japoneses derrotan a los alemanes en el puerto de Qingdao, en China.

### Noviembre
- 1 de noviembre: en México, la Convención de Aguascalientes elige presidente al general Eulalio Gutiérrez Ortiz.
- 1 de noviembre: en las cercanías de Coronel, Chile. Ocurre la batalla naval de Coronel.
- 3 de noviembre: el Imperio otomano les declara la guerra a la Triple Entente.
- 6 de noviembre: Eulalio Gutiérrez Ortiz asume la presidencia mexicana, como el presidente n.º 42.
- 9 de noviembre: en el hospital Rawson (de Buenos Aires), el Dr. Luis Agote realiza la primera transfusión de sangre del mundo, en su Instituto de Clínica Médica.

### Diciembre
- 8 de diciembre: se dirime una de las primeras batallas navales de la Primera Guerra Mundial, la de las Malvinas. Una escuadra de la Marina Real británica al mando de Doveton Sturdee derrota a una escuadra de la Marina Imperial alemana comandada por Maximilian von Spee.
- 20 de diciembre: en Bélgica se libra la Batalla de Nieuwpoort.
- 25 de diciembre: en la Basílica de Guadalupe en Ciudad de México se funda la Congregación de los Misioneros del Espíritu Santo, fundada por el P. Félix de Jesús Rougier e inspirada por la mística mexicana Concepción Cabrera de Armida.
- 25 de diciembre: en el frente occidental ―en el marco de la Primera Guerra Mundial (1914-1918)― se acuerda un armisticio entre ambos bandos para la celebración de Navidad, hecho que se le conoce como tregua de Navidad.
- 29 de diciembre: en Bélgica en este día no se publica ningún periódico, en protesta contra la censura alemana.

### Fecha desconocida
- En Colombia, Quintín Lame dirige un levantamiento indígena en el valle del Cauca y trata de extenderlo al Huila, Tolima y el Valle del Cauca.
- En Barcelona (España) se funda la compañía de moda y perfumes Puig.

## Arte y literatura
- Miguel de Unamuno publica Niebla.
- Juan Ramón Jiménez publica Platero y yo.
- José Ortega y Gasset publica Meditaciones del quijote.
- Manuel de Falla: Siete canciones populares españolas.
- Edgar Rice Burroughs: Las fieras de Tarzán.
- G. K. Chesterton: La taberna errante.
- James Joyce: Dublineses.
- Hermann Hesse: Rosshalde.
- Natsume Sōseki: Kokoro.
- Julio Verne: La impresionante aventura de la misión Barsac, publicada de manera póstuma.

## Cine
Chaplin realiza más de 30 películas en las cuales entre ellas se encuentra un solo filme perdido

## Música
- 26 de mayo: Estreno en la Ópera de París de El ruiseñor de Ígor Stravinski, dirigido por Pierre Monteux.

## Ciencia y tecnología
- Sigmund Freud publica Introducción del narcisismo.
- Ramón y Cajal: Degeneración y regeneración del sistema nervioso.

## Nacimientos

### Enero
- 4 de enero: 
  - Malietoa Tanumafili II, jefe de Estado samoano (f. 2007).
  - Jean-Pierre Vernant, filósofo e historiador francés (f. 2007).
- 5 de enero: 
  - George Reeves, actor estadounidense (f. 1959).
  - Nicolas de Staël, pintor francorruso (f. 1955).
- 15 de enero: 
  - Etty Hillesum, enfermera y escritora judía neerlandesa (f. 1943).
  - Hugh Trevor-Roper, historiador británico (f. 2003).
  - Alberto Ullastres, político español (f. 2001).
- 17 de enero: Anacleto Angelini, empresario chileno de origen italiano (f. 2007).
- 18 de enero: Arno Schmidt, escritor alemán (f. 1979).

### Febrero
- 5 de febrero: William Burroughs, novelista estadounidense (f. 1997).
- 9 de febrero: Adalberto Ortiz, novelista, pintor, poeta y diplomático ecuatoriano (f. 2003).
- 19 de febrero: Josefina Escobedo, actriz mexicana (f. 1997).
- 28 de febrero: Elie Bayol, piloto francés de automovilismo (f. 1995).

### Marzo
- 2 de marzo: Martin Ritt, cineasta estadounidense (f. 1990).
- 3 de marzo: Asger Jorn, pintor danés (f. 1973).
- 4 de marzo: Al Koran, mago y mentalista británico (f. 1972).
- 7 de marzo: Alberto Castillo, cantante de tango y actor argentino (f. 2002).
- 11 de marzo: 
  - Pedro Escudero, cineasta, director teatral y guionista argentino (f. 1989).
  - Álvaro del Portillo, obispo español del Opus Dei (f. 1994).
- 17 de marzo: Juan Carlos Onganía, militar y presidente argentino entre 1966 y 1970 (f. 1995).
- 26 de marzo: William Westmoreland, militar estadounidense (f. 2005).
- 31 de marzo: Octavio Paz, escritor mexicano (f. 1998).

### Abril
- 2 de abril: Alec Guinness, actor británico (f. 2000).
- 4 de abril: Marguerite Duras, novelista, escritora y guionista de cine francesa (f. 1996).
- 6 de abril: Jorge Washington Beltrán Mullin, político, abogado y periodista uruguayo (f. 2003).
- 8 de abril: María Félix, actriz mexicana (f. 2002).
- 11 de abril: 
  - Héctor Ayala, compositor, folclorista y guitarrista argentino, padre de Héctor Ayala del dúo Vivencia (f. 1990).
  - Norman McLaren, animador y cineasta británico (f. 1987).
  - Raúl Montero Cornejo, militar y político chileno (f. 2000).
- 22 de abril: José Quiñones Gonzales, aviador militar peruano (f. 1941).
- 25 de abril: Marcos Pérez Jiménez, militar y político venezolano (f. 2001).
- 26 de abril: Bernard Malamud, escritor estadounidense (f. 1986).
- 30 de abril: Dorival Caymmi, músico brasileño (f. 2008).

### Mayo
- 4 de mayo: Gastón Baquero, escritor y poeta cubano (f. 1997).
- 6 de mayo: Edward T. Hall, antropólogo estadounidense (f. 2009).
- 13 de mayo: Joe Louis, boxeador estadounidense (f. 1981).
- 14 de mayo: Onelio Jorge Cardoso, actor cubano (f. 1986).
- 15 de mayo: Friedrich Ruttner, biólogo austriaco (f. 1998).
- 18 de mayo: 
  - Pierre Balmain, diseñador francés (f. 1982).
  - Emmanuel de Graffenried, piloto suizo de automovilismo (f. 2007).
- 22 de mayo: Edward Arthur Thompson, historiador británico (f. 1994).
- 29 de mayo: Tenzing Norgay, sherpa nepalí (f. 1986).

### Junio
- 2 de junio: Yuri Andrópov, líder político soviético (f. 1984).
- 14 de junio: Pauline Moore, actriz estadounidense (f. 2001).
- 16 de junio: Pedro Jorge Vera, escritor, periodista, catedrático de universidad y político ecuatoriano (f. 1999).
- 20 de junio: Muazzez İlmiye Çığ escritora, arqueóloga y asiriologista turca (f. 2024).
- 24 de junio: 
  - Humberto Briseño Sierra, jurista, catedrático y académico mexicano (f. 2003).
  - Juan Grela, pintor y grabador argentino (f. 1992).
  - Luis Sánchez Agesta, jurista, catedrático y académico español (f. 1997).
- 25 de junio: Nicomedes Guzmán, escritor chileno (f. 1964).
- 26 de junio: Wolfgang Windgassen, tenor alemán (f. 1974).

### Julio
- 3 de julio: Carl Scarborough, piloto estadounidense de automovilismo (f. 1953).
- 4 de julio: Roberto Escalada, actor de radio, cine y televisión argentino (f. 1986).
- 5 de julio: 
  - Annie Fischer, pianista clásica húngara (f. 1995).
  - Herrerita, futbolista español (f. 1991).
- 7 de julio: Juan Liscano, escritor venezolano (f. 2001).
- 9 de julio: Willi Stoph, político democrático alemán (f. 1999).
- 10 de julio: Joe Shuster, dibujante de cómics estadounidense de origen canadiense (f. 1992).
- 11 de julio: Aníbal Troilo, bandoneonista, director de orquesta y compositor tanguero argentino (f. 1975).
- 12 de julio: Jacinto Pebe, músico peruano (f. 2003).
- 13 de julio: Sam Hanks, piloto de automovilismo estadounidense (f. 1994).
- 15 de julio: Birabongse Bhanudej, príncipe y piloto de automovilismo tailandés (f. 1985).
- 18 de julio: Gino Bartali, ciclista italiano (f. 2000)
- 21 de julio: Philippe Ariès, historiador francés (f. 1984).
- 25 de julio: Woody Strode, actor estadounidense (f. 1994).

### Agosto
- 2 de agosto: María de los Ángeles Santana, actriz cubana (f. 2011).
- 5 de agosto: 
  - Lydia Lamaison, actriz teatral, cinematográfica y televisiva argentina (f. 2012).
  - Anita Colby, actriz y modelo estadounidense (f. 1992).
- 10 de agosto: Carlos Menditéguy, piloto argentino de automovilismo (f. 1973).
- 22 de agosto: Ricardo J. Bermúdez, escritor panameño (f. 2000).
- 24 de agosto: Coralia Fandiño Ricart, personalidad española (f. 1983).
- 26 de agosto: Julio Cortázar, escritor argentino (f. 1984).

### Septiembre
- 3 de septiembre: Narciso Perales, médico español (f. 1993).
- 5 de septiembre: Nicanor Parra, poeta, escritor, matemático y físico chileno (f. 2018).
- 6 de septiembre: Carlos Federico Abente, liricista, poeta y médico paraguayo (f. 2018).
- 10 de septiembre: Robert Wise, cineasta estadounidense (f. 2005).
- 13 de septiembre: Gaspar Sabater, escritor español (f. 1987).
- 15 de septiembre: Adolfo Bioy Casares, escritor argentino (f. 1999).

### Octubre
- 3 de octubre: Jan Nowak-Jeziorański; periodista, escritor, político y patriota polaco (f. 2005).
- 6 de octubre: Thor Heyerdahl, antropólogo y explorador noruego (f. 2002).
- 15 de octubre: Mohamed Zahir Shah, aristócrata y rey afgano entre 1933 y 1973 (f. 2007).
- 17 de octubre: Jerry Siegel, guionista de cómics estadounidense (f. 1996).
- 19 de octubre: Juanita Moore, actriz de cine, televisión y teatro estadounidense (f. 2014).
- 20 de octubre: Brendan Gill, periodista, crítico de cine, teatro y arquitectura estadounidense (f. 1997).
- 21 de octubre: Martin Gardner, matemático y escritor estadounidense (f. 2010).
- 26 de octubre: Jackie Coogan, actor estadounidense (f. 1984).
- 28 de octubre: 
  - Jonas Salk, fisiólogo estadounidense (f. 1995).
  - Dody Goodman, actriz estadounidense (f. 2008).
- 30 de octubre: Luis Marcelo Zelarayán, médico argentino (f. 1973).
- 31 de octubre: Robert Smylie, político estadounidense (f. 2004).

### Noviembre
- 4 de noviembre: Martin Balsam, actor estadounidense (f. 1996).
- 7 de noviembre: Enrique Ortúzar, jurista y político chileno (f. 2005).
- 8 de noviembre: Norman Lloyd, actor, productor y director de cine estadounidense (f. 2021).
- 9 de noviembre: Hedy Lamarr, invetora y actriz austriaca (f. 2000).
- 13 de noviembre: 
  - Julio Caro Baroja, antropólogo, historiador, lingüista y ensayista español (f. 1995).
  - Alberto Lattuada, cineasta italiano (f. 2005).
- 25 de noviembre: Joe DiMaggio, jugador de béisbol estadounidense (f. 1999).
- 27 de noviembre: Armando de Armas Romero, pintor cubano (f. 1981).

### Diciembre
- 14 de diciembre: John Earle Raven, filólogo clásico y botánico británico (f. 1980).
- 23 de diciembre: Alfred Dompert, atleta olímpico alemán (f. 1991).
- 26 de diciembre: Richard Widmark, actor estadounidense (f. 2008).

## Fallecimientos
- 25 de febrero: Sir John Tenniel, dibujante británico (n. 1820).
- 1 de marzo: Jorge Newbery, aviador, deportista, funcionario público, ingeniero y hombre de ciencia argentino (n. 1875).
- 9 de marzo: Alejandro Bello, aviador chileno (n. 1889).
- 12 de marzo: George Westinghouse, empresario e inventor estadounidense (n. 1846).
- 16 de marzo: Charles Albert Gobat, político suizo, premio nobel de la paz en 1902 (n. 1843).
- 20 de marzo: Giuseppe Mercalli, sismólogo y vulcanólogo italiano (n. 1850).
- 25 de marzo: Frédéric Mistral, poeta francés, premio nobel de literatura en 1904 (n. 1830).
- 28 de marzo: Randolph McCoy, estadounidense, líder de la familia McCoy durante el conflicto entre los Hatfield y los McCoy, en los Estados Unidos (n. 1825).
- 2 de abril: Paul von Heyse, escritor alemán, premio nobel de literatura en 1910 (n. 1830).
- 24 de abril: Benito Menni, sacerdote italiano (n. 1841).
- 10 de mayo: José Azueta Abad, marino mexicano (n. 1895).
- 12 de mayo: Jesús Morales "El Tuerto", militar mexicano. Es sentenciado a la pena de muerte y pasado por las armas.
- 27 de mayo: Sir Joseph Wilson Swan, inventor británico (n. 1828).
- 21 de junio: Bertha von Suttner, pacifista y escritora austriaca, premio nobel de la paz en 1905 (n. 1843).
- 23 de junio: Bhaktivinoda Thakur, religioso y escritor bengalí (n. 1838).
- 26 de junio: Antonio Herrera Toro, pintor venezolano (n. 1857).
- 28 de junio: El Tuerto de Pirón, bandolero español (1846).
- 28 de junio: Francisco Fernando, aristócrata austrohúngaro (n. 1863).
- 6 de julio: Delmira Agustini, poetisa uruguaya (n. 1886).
- 31 de julio: Jean Jaurés, político francés (n. 1885).
- 9 de agosto: Roque Sáenz Peña, presidente argentino entre 1910 y 1914 (n. 1851).
- 20 de agosto: Pío X, religioso italiano, papa entre 1903 y 1914 (n. 1835).
- 5 de septiembre: Charles Péguy, escritor y poeta francés (n. 1873).
- 22 de septiembre: Alain-Fournier, escritor francés (n. 1886).
- 15 de octubre: Rafael Uribe Uribe, general, político y diplomático colombiano (n. 1859).
- 19 de octubre: Julio Argentino Roca, militar argentino, presidente en 1880-1886 y en 1898-1904 (n. 1843).
- 23 de octubre: José Evaristo Uriburu, presidente interino argentino en 1895-1898 (n. 1831).
- 26 de septiembre: August Macke, pintor alemán (n. 1887).
- 14 de diciembre: Giovanni Sgambati, director de orquesta, compositor y pianista italiano (n. 1841).
- 25 de diciembre: Bernhard Stavenhagen, director de orquesta, compositor y pianista alemán (n. 1862).

## Premios Nobel
- Física: Max von Laue
- Química: Theodore Richards
- Medicina: Robert Bárány
- Literatura: destinado al Fondo Especial de esta sección del premio
- Paz: destinado al Fondo Especial de esta sección del premio